# Мармурова печера

Схема залів і ходів Мармурової печери

Ма́рмурова пече́ра (крим. Mermer qobası, Мермер кобаси) — печера на нижньому плато гірського масиву Чатир-Даг Кримських гір. Розташована у Сімферопольському районі АР Криму (Україна), неподалік від села Зарічне. Популярний туристичний об'єкт.

## Історія, характеристики, як дістатися
Печеру відкрито в 1987 році. Заслуга у відкритті, збереженні та обладнанні Мармурової печери належить сімферопольським спелеологам.
Вхід до печери розташований на висоті 920 м над рівнем моря. Закладена вона у блоці верхньоюрських вапняків і складається з трьох частин: Головної галереї, Нижньої і бічного «Тигрового ходу». Величезних розмірів галереї натіканнями поділяються на окремі зали. Протяжність розвіданих ходів — 2050 м, глибина — 60 м. Довжина обладнаних екскурсійних маршрутів — понад 1 км. Температура повітря на екскурсійній ділянці постійно тримається на відмітці +9°С.
До спелеокомплексу «Мармурова печера» входить печера Еміне-Баїр-Хосар, що також приваблює значне число відвідувачів різнобарв'ям кальцитових утворень, інтер'єрами і красою.
Унікальність Мармурової печери принесла їй світову популярність. За оцінкою відомих спелеологів, вона належить до п'ятірки найкрасивіших обладнаних печер планети. Одну з найвідвідуваніших печер Європи, Мармурову, в 1992 році було прийнято до Міжнародної асоціації обладнаних печер (м. Генга, Італія).
Дістатися до печери «Мармурової» можна автівкою, рейсовим автобусом, вертольотом або пішки. Для цього треба звернути на 17-му км траси «Сімферополь — Ялта» біля села Зарічне до дачного селища за селом Мраморне.
Середня тривалість екскурсії Мармуровою печерою — 1 година.
Мармурова печера згідно з рішенням всеукраїнського Інтернет-опитування, оголошеним 26 серпня 2008 року, визнана однією з 7 природних чудес України.

## Опис
Мармурова печера — унікальна за красою печера зі складною системою залів і галерей. Для входу відвідувачів у печеру споруджено штучний 10-метровий тунель. Печера Мармурова зустрічає гостей «Галереєю казок», ширина якої — 20 м. Галерея пишно прикрашена сталактитами, сталагмітами, натічними драпіровками. Освітлений маршрут веде вглиб печери. Екскурсійна доріжка огинає химерні творіння сталагмітів, що своїми контурами дивно нагадують казкових героїв. Світло вириває з пітьми «Слоненя» та «Мамонта», голову «Господаря печери», «Діда Мороза», «Царівну-жабу». Всі ці фігури створені протягом мільйонів років краплинами води.
У галереї «Тигровий хід» склепіння печери опускається, і тут добре видно дзвіноподібні поглиблення, що були промиті напірними водами та згодом прикрашені сталактитами. Сюди веде зручний тунель у монолітній породі, що прокладено на місці виявленого вузького сифонового каналу. Мальовничі натічні колони розділяють галерею на окремі зали. На дні видно невеликі ванночки з водою. Натічні завіски, кам'яні водоспади, каскади гурових озер, «печерні перли», унікальна ніша «геліктитових квітів». З екскурсійної доріжки можна побачити дно колодязя, де на глибині 6 м було знайдено кістки печерного ведмедя.
Таємничою темрявою оповито залу «Перебудови». Але темрява відступає в промінні прожекторів, і тоді приголомшують її розміри. Це одна із найбільших обладнаних залів світу: площа її 4 тис. м², висота — понад 20 м. Величезні кам'яні брили покривають дно. Східну стіну зали на висоту 6—8 м вкрито білосніжним коралітовим килимом кам'яних квітів, протяжність якого близько 40 м. Унікальним є 7-метровий сталагміт, що лежить на боці і має назву «Башта, що впала». А поряд із велетнем — витончені крихкі мережива — гурові озерця, на дні яких знаходять так звані «печерні перли».
Гарний вигляд відкривається з гребеня однієї з найбільших в Європі кальцитових гребель (ширина основи 56 м). У центрі «Палацової зали», частину якої видно з греблі, розташовані грандіозні натічні колони «Король» і «Королева зі свитою» — сталагмітами різних форм. Гурові озера прямують до «Глиняної зали». Натікань в ньому небагато, але кожне — неповторне. Тут і закінчується «Головна галерея».
Нижня галерея є геолого-мінералогічним заповідником. Вузький хід переходить у 12-метровий колодязь, що веде до «Зали Троянд» — хаосу кам'яних брил, що покриті виблискуючими коралітами та сталагмітами. За нею — абсолютна гармонія «Зали Надій», потім «Балконна», «Люстрова», «Обвальна» та «Руслова» зали, зали «Шоколадка» та «Геліктитова». Тут ходи розбігаються в різні боки. Далі дороги поки немає.

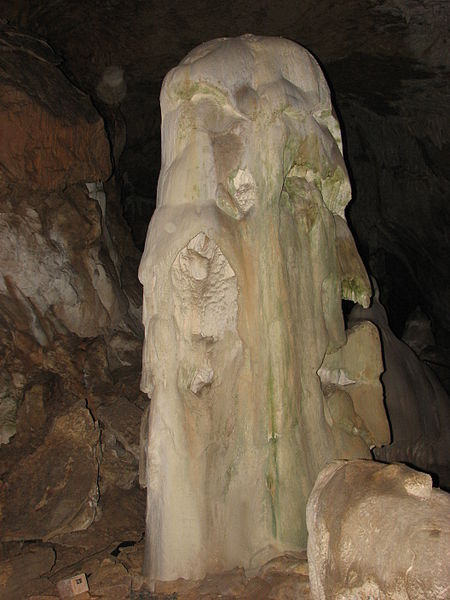
border
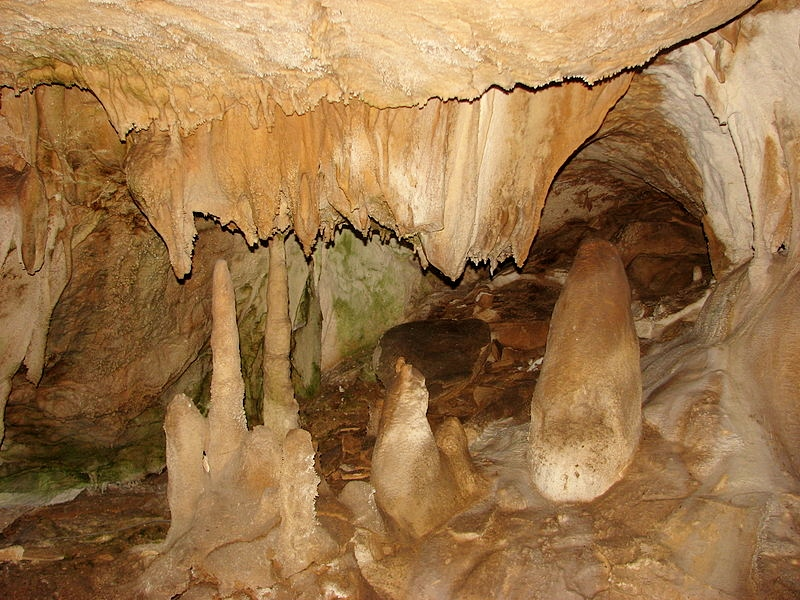
border
Коралові озера
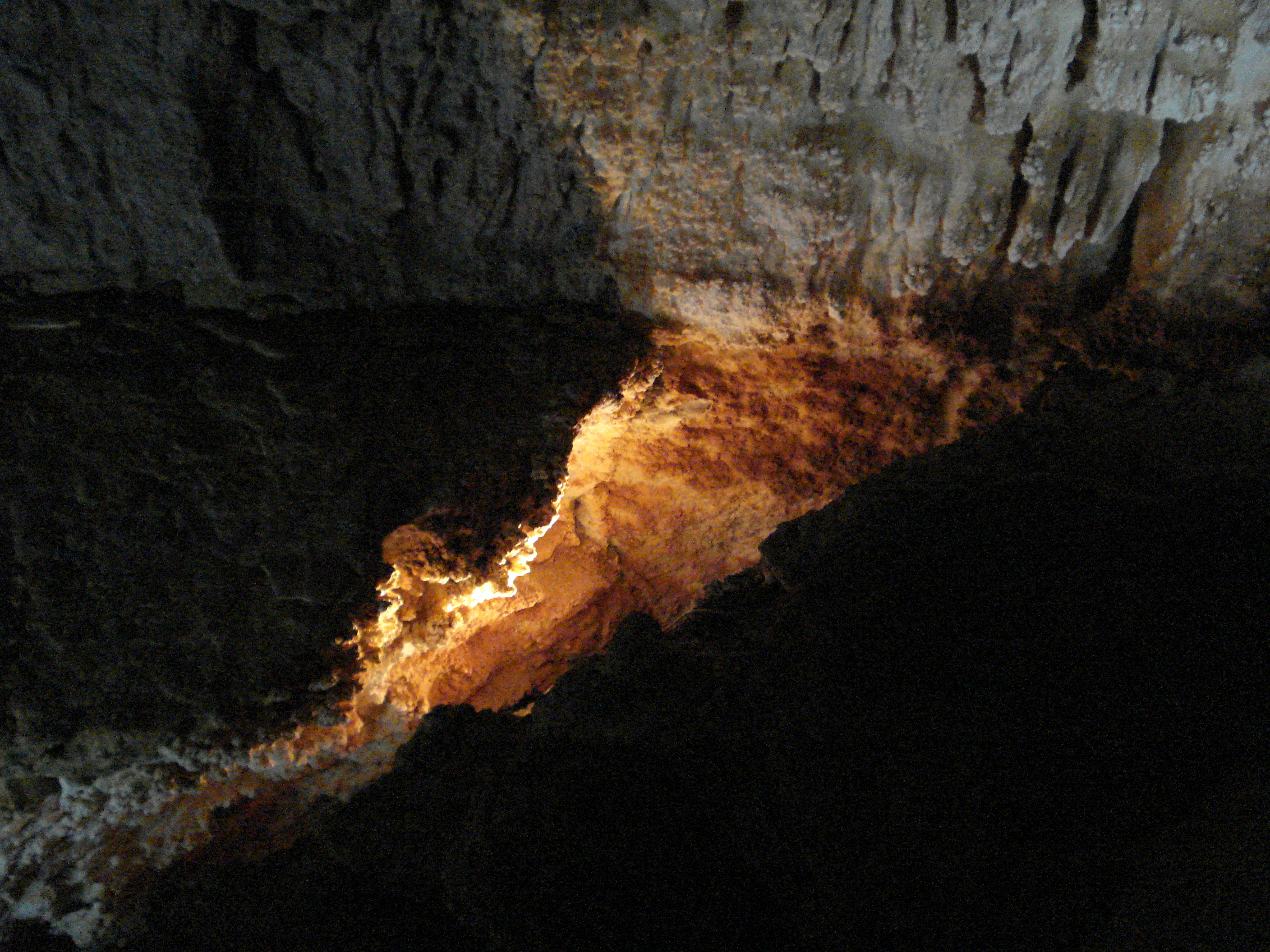
border
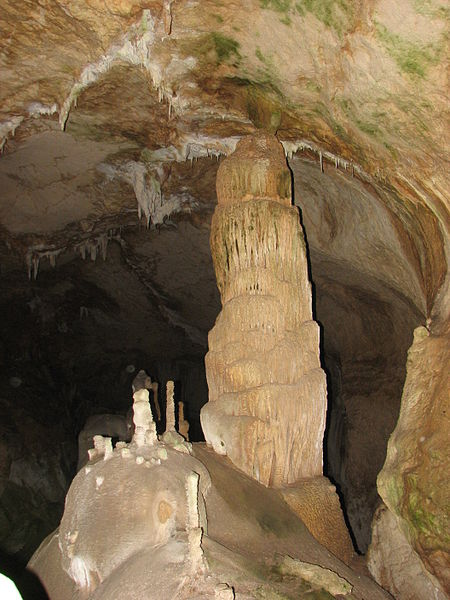
border
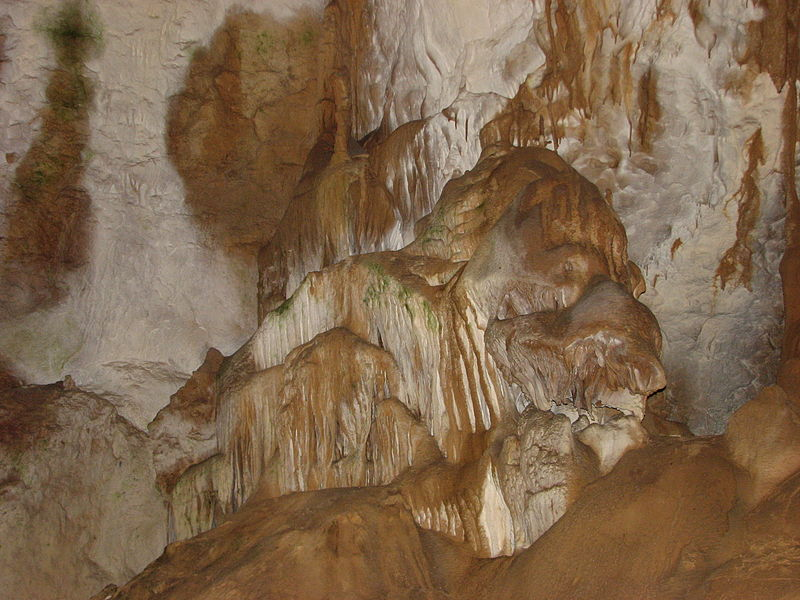
border